# Elena Alexandrovna
Elena Alexandrovna, död 1331, var storfurstinna av Moskva 1325–1331, gift med storfurst Ivan I av Moskva.
Var Elena kom ifrån är okänt. Enligt vissa källor var hon dotter till Smolensk-prinsen Alexander Glebovich. I världen bar hon namnet Elena (Olena), i klosterväsendet Solomonida. Data om födelseåret och datumet för hennes bröllop med Ivan Kalita bevarades inte heller.
Hon dog den 1 mars 1331, efter att ha avlagt klosterlöften före sin död, i storhertigens Spassky-kloster under namnet Solomonida. 
Elena figerar i Dmitry Balashovs roman "The Burden of Power". 